# Johannes Damascenus

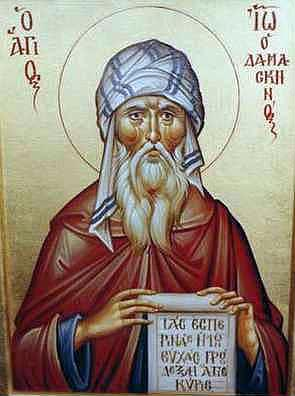
Johannes Damascenus

Johannes Damascenus (Grieks: Ιωάννης Δαμασκήνος Iôannês Damaskênos) (676-749) was een monnik, priester, theoloog en heilige uit de oosterse kerk. Zijn feestdag is in de Grieks-Orthodoxe Kerk en de Rooms-Katholieke Kerk op 4 december. Door sommigen wordt hij de laatste Griekse kerkvader genoemd. Zijn grootste verdiensten liggen op het vlak van het schrijven van een omvattende synthese in de theologie.

## Leven

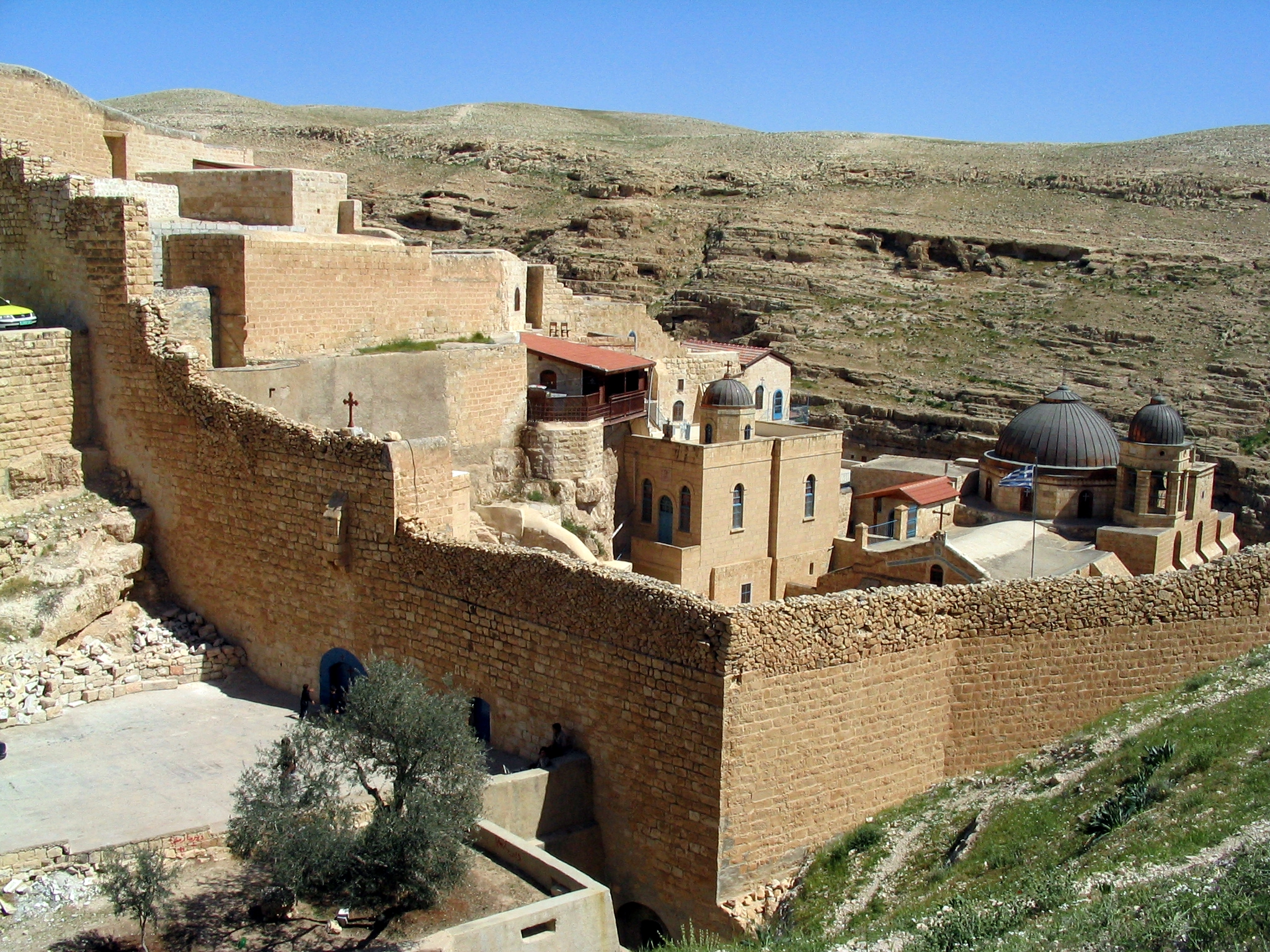
Het klooster Mar Saba waar Johannes de laatste jaren van zijn leven doorbracht.

Johannes werd geboren in de prominente christelijke familie Mansour. Toen Damascus onder islamitisch bewind kwam in de 7e eeuw, bleven veel christenen werken in de administratieve diensten van het nieuwe Arabische Rijk van de dynastie der Omajjaden. Ook Johannes begon zijn werkzame leven als ambtenaar aan het hof van de Omajjaden en bracht het zelfs tot hoofdadviseur, voordat hij zijn leven helemaal wijdde aan het christendom. In 735 vertrok hij naar het klooster Mar Saba op de Westelijke Jordaanoever om daar te leven als monnik.
In 749 stierf hij daar als een geëerde vader van de kerk.
In 1883 werd hij door de Rooms-Katholieke Kerk erkend als kerkleraar.

## Werken

Ioannis Damasceni Opera, 1603

Johannes schreef een van de eerste christelijke polemieken met de islam. Deze polemiek (De haeresibus, cap.100) is geschreven in een tijd dat de grote kerk van Damascus werd omgebouwd tot de Grote moskee van Damascus en de tong van de bisschop van Damascus, een vriend van Johannes van Damascus, werd afgesneden vanwege zijn kritiek op de islam. Ook liet de kalief christelijke pelgrims ter dood brengen.
Johannes schreef vele werken over het christendom. Een van zijn vroege werken is een geschrift tegen de Byzantijnse keizer Leo III, die het aniconisme in het christendom invoerde. Andere werken waren gericht tegen andere christelijke stromingen, zoals het nestorianisme. Naast deze werken schreef Johannes ook hymnes.

### Vroege werken
- Drie "Apologetische verhandelingen tegen degenen die de Heilige Afbeeldingen ontkennen" Deze behoren tot de vroegste uiteenzettingen in antwoord op het edict van Leo II van Byzantium van Constantinopel. Leo III verbood namelijk het aanbidden van iconen.

### Onderwijs en dogmatische werken
- "Fontein van kennis" (Pege gnoseos), is verdeeld in drie delen:
  1. "Filosofische Hoofdstukken" (Kephalaia philosophika) – Vaak 'dialectisch' genoemd, en behandelt voornamelijk logica. Het doel hiervan is om de lezer een beter begrip van de rest van het boek te geven.
  2. "Betreffende ketterij" (Peri aipeseon) – Het laatste hoofdstuk van dit deel (Hoofdstuk 100) gaat over de ketterij van de Ismaëlieten. Dit hoofdstuk is langer dan de andere, en is een van de eerste Christelijke polemische geschriften tegen de Islam, en is de eerste geschreven vanuit Grieks-orthodox standpunt.
  3. "Een nauwkeurige uiteenzetting van het orthodoxe geloof" (Ikdosis akribes tes orthodoxou pisteos) – Dit derde deel staat bekend als zijn belangrijkste werk.
- "Sacred Parallels"

### Hymnen en kleinere geschriften
- oktoichos – Dit staat bekend als het hymnenboek voor de dagelijkse diensten. Het is niet zeker of hij hiervan de auteur is, het kan ook zijn dat hij alleen verantwoordelijk is voor verbetering en herziening.
- Canons – 8 of 9 gecompliceerd gestructureerde hymnen.
- "Tractaat over het juiste denken" – Een klein geschrift dat een apologie bevat voor de inwoners van Damascus.
- "Dialoog tegen de Manicheeën" – Een dialoog die ernaar streefde om antwoorden van zijn leerlingen te beantwoorden.
- "Gesprek tussen een Saraceen en een Christen." – Zelfde strekking als het vorige werk.
- "Introductie tot elementaire dogmatiek."

## Theologie
Johannes Damascenus zag het als zijn taak om te compileren wat de heilige vaderen ter bestrijding van de diverse ketterijen hebben geleerd. Die vaderen waren in de eerste plaats Gregorius van Nazianze en Dionysius de Areopagiet. Hij zegt expliciet dat hij niets eigens of nieuws in zijn werk schrijft. Dit komt voort uit zijn houding ten opzichte van traditie. Alles wat nieuw is, is nog niet eerder door de kerk erkend, en is dus ketters en verwerpelijk. Johannes geeft dus een nauwkeurig overzicht van het orthodoxe geloof.

### Godsbewijzen
Christus en de apostelen hebben de mensen door wonderen tot kennis van God kunnen brengen. Tegenwoordig moet dit door middel van redeneringen gedaan worden. Hierbij gaat Johannes uit van de vooronderstelling dat God in alle mensen de kennis van zijn bestaan heeft gelegd. 
Het eerste argument is dat al het veranderlijke een begin heeft en dus geschapen moet zijn. De wereld moet dus geschapen zijn door een wezen dat zelf onveranderlijk en ongeschapen is. 
Het tweede argument is dat de almacht van God blijkt uit het gegeven dat hij elementen heeft samengevoegd die op deze wereld tegenstrijdig zijn. Het derde argument is dat de ordening van alle dingen wijst op een bouwmeester van de wereld.

### De leer van de triniteit
Johannes hangt de leer van de Drie-eenheid aan. Hij toont aan dat God niet zonder Woord (logos) of Rede kan zijn, hiermee doelt hij op de Zoon, Jezus Christus. Ook moet bij God een Geest worden verondersteld, dit is de Heilige Geest. 
Hij stelt dat de Vader als bron van de goedheid meer is dan Christus en de Heilige Geest. Het geloof heeft te maken met één God, maar de theologische reflectie ziet een drie-eenheid in de éne God.

### De Schepping
Het behaagde God om de wereld te scheppen. Dit deed hij vanuit zijn overstromende goedheid. De schepping berust op het wilsbesluit van God. God heeft de mens geschapen met een vrije wil.

### Verering van beelden
In de strijd rond de verering van beelden pleitte Johannes ervoor dat het geoorloofd was om beelden te vereren. Het doel van het beeld is dat het iets verborgens moet openbaren en tot navolging moet motiveren. Als men de beelden verwerpt, verwerpt men ook de schepping. Hij stelt de eucharistie in zekere zin gelijk met het vereren van beelden. 
Zijn naam is onlosmakelijk verbonden met de Tricheroesa (Driehandige) icoon. Er bestaan meerdere legenden over het ontstaan van het op de icoon afgebeelde thema. De bekendste gaat over Johannes van Damascus (650-749), een der grootste iconentheologen, die door de kalief van Damascus bij de Byzantijnse keizer Leo de Isauriër (717-741) werd aangeklaagd en op grond van een vervalste brief van hoogverraad werd beschuldigd. Dit had tot gevolg dat de rechterhand van Johannes werd afgehakt. Johannes bad tot een icoon van de moeder Gods van Jeruzalem (Jerusalimskaja) om zijn hand weer terug te krijgen om zo de tegenstanders van religieuze afbeeldingen te kunnen bestrijden. Zijn gebed werd verhoord en zijn hand groeide weer aan. Dit gebeurde op 4 december 726. Uit dankbaarheid voorzag Johannes de icoon van een zilveren derde hand. Aanvankelijk werd de extra hand bij het kopiëren afzonderlijk in zilver aangebracht, later echter werd deze een onderdeel van de afbeelding. Van alle moeder Gods iconen is dit het enige thema waarin Maria met drie handen wordt afgebeeld. De Tricheroesa icoon werd veel vereerd op de Balkan en later in Rusland. Het thema van de icoon wordt thans vereerd om hulp af te smeken voor onvruchtbare vrouwen.

Albertus de Grote · Alfonsus van Liguori · Ambrosius van Milaan · Anselmus van Canterbury · Antonius van Padua · Athanasius van Alexandrië · Augustinus van Hippo · Basilius de Grote · Beda Venerabilis · Bernardus van Clairvaux · Bonaventura van Bagnoregio · Catharina van Siena · Cyrillus van Alexandrië · Cyrillus van Jeruzalem · Efrem de Syriër · Franciscus van Sales · Gregorius de Grote · Gregorius van Narek · Gregorius van Nazianze · Hiëronymus van Stridon · Hilarius van Poitiers · Hildegard van Bingen · Ireneüs van Lyon · Isidorus van Sevilla · Johannes Chrysostomus · Johannes Damascenus · Johannes van het Kruis · Laurentius van Brindisi · Leo de Grote · Petrus Canisius · Petrus Chrysologus · Petrus Damiani · Robertus Bellarminus · Theresia van Ávila · Theresia van Lisieux · Thomas van Aquino